# Lucas Dias
Lucas Dias, né le 6 juillet 1995 à Bauru, au Brésil, est un joueur brésilien de basket-ball, évoluant au poste d'ailier fort.

## Biographie
Dias est nommé MVP international du Jordan Brand Classic en 2012.
Le 21 avril 2015, il est annoncé qu’il se présentera à la draft NBA 2015. Cependant, il s’est retiré avant la date limite de retrait.
Dias commence sa carrière professionnelle avec le club brésilien de Pinheiros. Il est nommé révélation de la saison de la NBB pour la saison 2015–2016. En 2016, il rejoint Paulistano. Il est sélectionné deux fois dans la All-NBB Team, en 2019, 2021 et 2023.
Le 15 avril 2023, Dias remporte la Basketball Champions League Americas 2022–2023 avec Franca et est sélectionné dans le cinq majeur de la ligue. En tant que champions des Amériques, Franca s’est qualifié pour la Coupe intercontinentale 2023 à Singapour en septembre. Le 24 septembre, Franca bat Telekom Baskets Bonn en finale grâce à un buzzer beater en fadeaway de Dias depuis le poste, qui leur a permis de s’imposer 70-69.

## Équipe nationale
Lucas Dias représent le Brésil au niveau international avec ses équipes nationales juniors. Il participe au championnat des Amériques des moins de 16 ans 2011, au championnat d'Amérique du Sud des moins de 17 ans 2011, la coupe des Amériques des moins de 18 ans 2012, remportant une médaille d'argent et au championnat du monde des moins de 19 ans 2013.
Il devient international A dès 2015, participant à la Coupe des Amériques 2017 et Coupe des Amériques 2022, remportant une médaille d'argent. Il dispute également la coupe du monde en 2023, ainsi qu'aux Jeux olympiques 2024.

## Palmarès
- Coupe intercontinentale 2023
- Basketball Champions League Americas 2023
- All-BCL Americas First Team 2023
- Champion du Brésil 2018, 2022, 2023
- MVP des Finales du championnat du Brésil 2022
- MVP du championnat du Brésil 2023
- All-NBB Team 2019, 2021, 2023
- Révélation de la saison du championnat du Brésil 2016
- Finaliste de la Coupe des Amériques 2022
- Finaliste de la coupe des Amériques des moins de 18 ans 2012